# 케찰코아틀
케찰코아틀(고대 나와틀어: Quetzalcohuātl [ket͡saɬˈkowaːt͡ɬ]), 혹은 케찰코아친(고대 나와틀어: Quetzalcohuātzin)은 메소아메리카 신화의 신으로, 그 이름은 나와틀어로 "(케찰새의) 깃털이 달린 뱀"을 뜻한다. 깃털뱀신 숭배는 기원전 1세기 또는 기원후 1세기 테오티우아칸에서 처음 발견된다. 메소아메리카 고전전시대 말기에서 고전시대 초기(기원전 400년-기원후 600년)에 그 시기가 포함된다. 그리고 고전시대 말기(기원후 600년-기원후 900년)에 그 숭배가 메소아메리카 전역으로 확산된 것으로 보인다.
고전후 시대(900년-1519년)에 들어 깃털뱀신 신앙의 중심지는 촐룰라가 된다. 이 시기부터 나우아인 신자들이 그들의 신을 "케찰코아틀"이라고 불렀다. 남쪽의 마야 문명에는 마찬가지로 "깃털 달린 뱀"이라는 뜻의 쿠쿨칸과 구쿠마츠라는 신이 있는데, 케찰코아틀과 동일 신격으로 생각된다.
역사적으로 케찰코아틀 신앙이 가장 잘 기록된 아즈텍에서의 케찰코아틀은 바람, 금성, 새벽, 상인, 예술, 공예, 지식의 신이며, 아스텍 사제계급의 수호신이었다. 케찰코아틀은 아즈텍 만신전에서 틀랄록, 테스카틀리포카, 우이칠로포치틀리 등과 함께 가장 중요한 신들 중 하나다. 케찰코아틀은 목에 "바람의 흉판" 에헤카일라코코츠카틀(나와틀어: ehecailacocozcatl)을 걸었다. 이것은 소라고둥으로 만들어진 "소용돌이치는 바람의 보물"이었다. 메소아메리카 전역의 유적지들에서 소라고둥을 가로로 쪼갠 것이 종교지도자들의 목걸이로 사용한 것이 발굴된다. 이 때 소용돌이는 돌풍, 선풍, 와류 등의 현상을 상징하는 것일 가능성이 있다.
16세기에 에스파냐가 멕시코를 정복한 이후, 다수의 기록들이 케찰코아틀 신을 톨란의 사제왕 세 아카틀 토필친 케찰코아틀과 동일시, 융합하여 기록했다. 뿐만 아니라 로마 가톨릭교회 성직자들이 작성한 초기 에스파냐 문헌들은 케찰코아틀 신 또는 사제왕을 에르난 코르테스 또는 사도 토마스와 동일시하려는 경향이 있다.
케찰코아틀의 상징 동물로는 케찰새, 방울뱀, 까마귀, 마코앵무가 있다. 또한 바람의 신 에헤카틀의 형상을 취할 때는 거미원숭이, 오리, 그리고 바람 그 자체로 표현되기도 한다. 샛별 금성의 형상을 취할 때는 부채머리수리로 묘사된다. 마사텍인 전설에는 틀라우이스칼판테쿠틀리라는 점성술사 신이 있는데 이 신도 금성으로 상징되며, 케케찰아틀과 깊은 관계가 있다.

## 같이 보기
- 쿠쿨칸
- 토트
- 헤르메스
- 메르쿠리우스